# Isaiah Osbourne
Isaiah Osbourne (født 15. november 1987 i Birmingham, England) er en engelsk fodboldspiller, der spiller for Forest Green Rovers. Han har tidligere spillet hos blandt andet Blackpool, Aston Villa, Nottingham Forest og Middlesbrough.